# Lyáza
Lyáza (také lyasa) je enzym katalyzující rozklad chemických vazeb odlišným způsobem než u hydrolýzy nebo oxidace, často za vzniku dvojných vazeb nebo nových cyklických sloučenin. Podle mezinárodní klasifikace enzymů mají lyázy číslo EC 4.
Lyáza katalyzuje např. následující reakci
ATP → cAMP + PPi
kdy se adenosintrifosfát štěpí na cyklický adenosinmonofosfát při odštěpení anorganického difosfátu.
Lyáza tedy katalyzuje nehydrolytické štěpení vazeb.
Mezi lyázy patří např. synthasy (vytvářejí složitější produkty z jednoduchých substrátů bez štěpení ATP), dekarboxylasy, aldehydlyasy, dehydratasy.